# Santo (Christina Aguilera e Ozuna)
Santo è un singolo della cantante statunitense Christina Aguilera e del cantante portoricano Ozuna, pubblicato il 20 gennaio 2022 come terzo estratto dal secondo EP di Aguilera La fuerza.

## Pubblicazione
Il singolo è stato annunciato ufficialmente il 13 gennaio 2022 e pubblicato dopo una settimana esatta, il 20 gennaio 2022, con un giorno d'anticipo rispetto all'EP da cui è tratto.

## Video musicale
Il video musicale, diretto da Nuno Gomes, è stato pubblicato in contemporanea al singolo.

## Classifiche
| Classifica (2022) | Posizione massima |
| ----------------- | ----------------- |
| Spagna            | 72                |